# Constructorul Galați
Maillots
Le Constructorul Galați est un ancien club roumain de football fondé en 1950 et disparu en 1975, et basé dans la ville de Galați.

## Histoire
Le club parvient à atteindre la finale de la Coupe nationale en 1972-73 (après avoir éliminé les clubs du Steaua Bucarest et du Dinamo Bucarest), qu'elle perd contre le Chimia Râmnicu Vâlcea,,, 3-0 lors d'un match rejoué (à la suite du 1-1 du premier match), année même où le club finit champion du championnat de troisième division.
En 1975, le club disparaît et emménage dans la ville de Tecuci pour devenir le Victoria Tecuci.

### Historique des noms
- 1950-1964 : Constructorul Galați
- 1964-1965 : Constructorul I.C.M.S.G.
- 1965-1971 : S.U.T. Galați
- 1971-1975 : Constructorul Galați

## Palmarès
| Compétitions nationales                                                                                |
| --- |
| - Coupe de Roumanie : - Finaliste : 1972-73,. - Championnat de Roumanie D3 (1) : - Champion : 1972-73. |